# Андраник Ашугян
Андрани́к Ашугян — российский спортсмен, выступающий в смешанных единоборствах. Тренер анапского клуба смешанных единоборств «Легион».

## Биография
Андраник Ашугян родился в селе Варваровка Анапского района Краснодарского края в 1967 году. Заниматься спортом начал с раннего детства. В составе сборной Краснодарского края становился призёром Универсиады России, был неоднократным победителем и призёром Всесоюзных и Всероссийских мастерских турниров.
С 1990 года ведёт тренерскую работу. С 1991 года ежегодно проводит профессиональные турниры. В 1996—1997 годах Андраник становится победителем и призёром в международных профессиональных турнирах смешанных боевых искусств и традиционном турнире в Анапе «Кубок Черного моря».
Среди учеников Андраника такие бойцы, как Мартин Малхасян, Амар Сулоев, Ансар Чалангов, Арман Гамбарян.
Под руководством Ашугяна российский боец смешанного стиля Алексей Олейник добился побед[каких?] в США и Польше.
В 2002 году в городе Ростов-на-Дону совместно с Арменом Данеляном учреждает СК «Легион».
В 2004 году Андраник занимает 2-е место в чемпионате мира по боевому самбо. В 2007 году завоёвывает свой первый пояс чемпиона мира по смешанным боевым искусствам по версии WUFC в Португалии. В этом же году под руководством Андраника его ученик Алексей Олейник также завоёвывает свой 1-й пояс на чемпионате в Польше (Варшава). С 2009 по 2011 год под руководством Ашугяна титулов чемпиона мира добивались Рустам Ташуев и Анзор Карданов.